# Moselle Open 2016 - Qualificazioni singolare
Le qualificazioni del singolare del Moselle Open 2016 sono state un torneo di tennis preliminare per accedere alla fase finale della manifestazione. I vincitori dell'ultimo turno sono entrati di diritto nel tabellone principale. In caso di ritiro di uno o più giocatori aventi diritto a questi sono subentrati i lucky loser, ossia i giocatori che hanno perso nell'ultimo turno ma che avevano una classifica più alta rispetto agli altri partecipanti che avevano comunque perso nel turno finale.

## Teste di serie
1. Nikoloz Basilašvili (qualificato)
2. Thomas Fabbiano (ultimo turno)
3. Kenny de Schepper (ultimo turno)
4. Michael Berrer (ultimo turno)

1. Vincent Millot (qualificato)
2. Peter Gojowczyk (qualificato)
3. Constant Lestienne (ultimo turno, ritirato)
4. Grégoire Barrère (qualificato)

## Qualificati
1. Nikoloz Basilašvili
2. Peter Gojowczyk

1. Grégoire Barrère
2. Vincent Millot

## Tabellone

### Legenda
| - Q = Qualificato - WC = Wild card - LL = Lucky loser | - ALT = Alternate - SE = Special Exempt - PR = Protected Ranking | - w/o = Walkover - r = Ritirato - d = Squalificato |

### Sezione 1
|  | Primo turno | Primo turno           | Primo turno         | Primo turno | Primo turno |  |  | Ultimo turno | Ultimo turno        | Ultimo turno        | Ultimo turno        | Ultimo turno |  |
|  |             |                       |                     |             |             |  |  |              |                     |                     |                     |              |  |
|  | 1           | Nikoloz Basilašvili   | Nikoloz Basilašvili | 6           | 6           |  |  |              |                     |                     |                     |              |  |
|  | WC          | Hugo Schott           | Hugo Schott         | 1           | 1           |  |  | 1            | Nikoloz Basilašvili | Nikoloz Basilašvili | Nikoloz Basilašvili | w/o          |  |
|  |             | Roberto Ortega Olmedo | 3                   | 6           | 1           |  |  | 7            | Constant Lestienne  | Constant Lestienne  | Constant Lestienne  |              |  |
|  | 7           | Constant Lestienne    | 6                   | 3           | 6           |  |  |              |                     |                     |                     |              |  |

### Sezione 2
|  | Primo turno | Primo turno     | Primo turno     | Primo turno | Primo turno |  |  | Ultimo turno | Ultimo turno    | Ultimo turno    | Ultimo turno | Ultimo turno |  |
|  |             |                 |                 |             |             |  |  |              |                 |                 |              |              |  |
|  | 2           | Thomas Fabbiano | Thomas Fabbiano | 6           | 6           |  |  |              |                 |                 |              |              |  |
|  |             | Mathias Bourgue | Mathias Bourgue | 2           | 4           |  |  | 2            | Thomas Fabbiano | Thomas Fabbiano | 3            | 2            |  |
|  |             | Julien Dubail   | 2               | 6           | 3           |  |  | 6            | Peter Gojowczyk | Peter Gojowczyk | 6            | 6            |  |
|  | 6           | Peter Gojowczyk | 6               | 3           | 6           |  |  |              |                 |                 |              |              |  |

### Sezione 3
|  | Primo turno | Primo turno       | Primo turno       | Primo turno | Primo turno |  |  | Ultimo turno | Ultimo turno      | Ultimo turno | Ultimo turno | Ultimo turno |  |
|  |             |                   |                   |             |             |  |  |              |                   |              |              |              |  |
|  | 3           | Kenny de Schepper | Kenny de Schepper | 6           | 7           |  |  |              |                   |              |              |              |  |
|  | PR          | Albano Olivetti   | Albano Olivetti   | 3           | 5           |  |  | 3            | Kenny de Schepper | 4            | 6            | 3            |  |
|  | Alt         | Artem Sitak       | Artem Sitak       | 3           | 4           |  |  | 8            | Grégoire Barrère  | 6            | 3            | 6            |  |
|  | 8           | Grégoire Barrère  | Grégoire Barrère  | 6           | 6           |  |  |              |                   |              |              |              |  |

### Sezione 4
|  | Primo turno | Primo turno    | Primo turno    | Primo turno | Primo turno |  |  | Ultimo turno | Ultimo turno   | Ultimo turno   | Ultimo turno | Ultimo turno |  |
|  |             |                |                |             |             |  |  |              |                |                |              |              |  |
|  | 4           | Michael Berrer | Michael Berrer | 6           | 6           |  |  |              |                |                |              |              |  |
|  | WC          | Adrian Andreev | Adrian Andreev | 3           | 2           |  |  | 4            | Michael Berrer | Michael Berrer | 4            | 2            |  |
|  | Alt         | Fabrice Martin | Fabrice Martin | 4           | 2           |  |  | 5            | Vincent Millot | Vincent Millot | 6            | 6            |  |
|  | 5           | Vincent Millot | Vincent Millot | 6           | 6           |  |  |              |                |                |              |              |  |